# Eva Olmerová
Eva Olmerová (ur. 21 stycznia 1934, zm. 10 sierpnia 1993) – czeska wokalistka popowa i jazzowa. Uchodzi za jedną z najwybitniejszych postaci czeskiej sceny jazzowej.

## Dyskografia
- Jazz Feeling', Supraphon (1969, 2001)
- Eva Olmerová & The Traditional Jazz Studio, Supraphon (1974)
- Zahraj i pro mne, Panton (1980)
- Vítr rváč, Panton (1983), Supraphon (2005)
- Dvojčata, Supraphon (1987)
- Svíčka a stín, Panton (1992)
- Legenda – Eva Olmerová, Sony (2008)